# Distretto di Gov'-Ugtaal
Il distretto di Gov'-Ugtaal è uno dei quindici distretti (sum) in cui è suddivisa la provincia del Dundgov', in Mongolia. Conta una popolazione di 1.714 abitanti (censimento 2007). 